# Mount Waldeck
Mount Waldeck är en bergstopp i Antarktis. Den ligger i Västantarktis. Argentina, Chile och Storbritannien gör anspråk på området. Toppen på Mount Waldeck är 1 560 meter över havet, eller 386 meter över den omgivande terrängen. Bredden vid basen är 4,4 km.
Terrängen runt Mount Waldeck är kuperad åt sydväst, men åt nordost är den bergig. Havet är nära Mount Waldeck åt nordväst. Trakten är obefolkad. Det finns inga samhällen i närheten.